# Studio nagraniowe

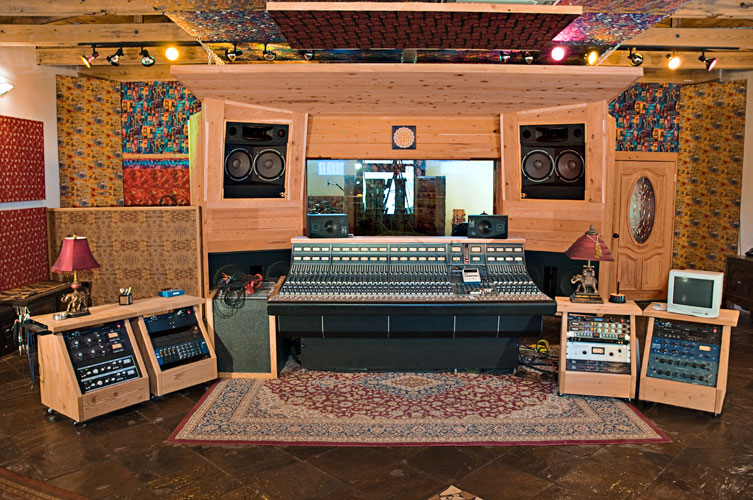
Reżyserka w kompleksie nagraniowym Sonic Ranch w Teksasie w USA.

Studio nagraniowe – obiekt z przeznaczeniem do rejestracji nagrań dźwiękowych, obejmujący zazwyczaj reżyserkę, pomieszczenia z przeznaczeniem do miksowania i masteringu, a także część socjalną. Z założenia studio nagraniowe to szereg pomieszczeń zaprojektowanych przez akustyka, tak aby uzyskać optymalne warunki akustyczne.

## Literatura przedmiotu
- Philip Newell: Recording Studio Design. Focal Press, 2011. ISBN 978-0-240-52241-8. Brak numerów stron w książce